# Les Agettes

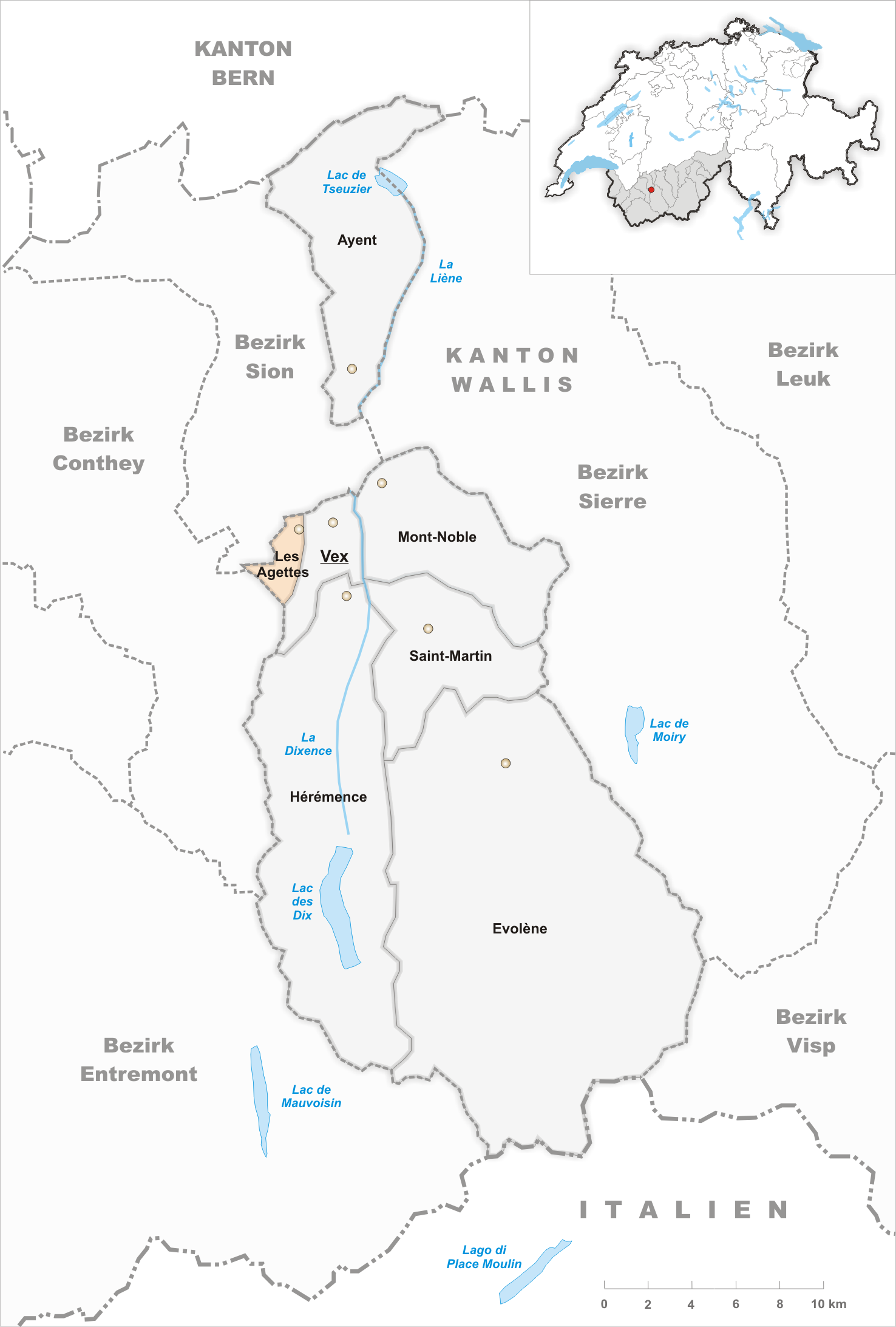
Gemeindestand vor der Fusion am 1. Januar 2017

Les Agettes (bis 1965 offiziell Agettes genannt) ist eine Pfarrgemeinde des Dekanats Sitten sowie ein Dorf in der Gemeinde Sitten und liegt im französischsprachigen Teil des Schweizer Kantons Wallis. Es war bis am 31. Dezember 2016 eine eigenständige politische Gemeinde im Bezirk Hérens.

## Geographie

Luftbild aus 2000 m von Walter Mittelholzer (1925)

Les Agettes liegt im zentralen Süden des Kanton Wallis und war mit 5,1 km² die kleinste Gemeinde im Bezirk Hérens. Das Dorf liegt am südlichen Hang des Rhonetals, 12 Kilometer entfernt von Sitten. Die ehemalige Gemeinde setzt sich aus den Siedlungen Crête-à-l’Œil, La Vernaz und Les Agettes zusammen, welche auf einer Höhe zwischen 980 und 1200 Metern liegen.

## Geschichte
Die erste Erwähnung beruht auf dem Namen Agietes und ist aus dem Jahr 1190. Der Name wandelte sich zu Gieti um. Seit 1964 heisst die Gemeinde Les Agettes, davor Agettes. Eine Gemeinschaft der Männer Agettes und von Vernaz wird zu Beginn des 14. Jahrhunderts bestätigt. Vom 12. Jahrhundert an gehörte Les Agettes kirchlich zu Vex. Im Jahr 1382 ist ein Mistral und im 14. Jahrhundert ist eine Dorfgemeinschaft mit La Vernaz belegt.
Das Gebiet von Les Agettes gehörte zum Zenden Sitten und war unter der Landesherrschaft des Bischofs von Sitten. Es wurde bis im Jahr 1798 an verschiedene Adelsfamilien verliehen. Von 1798 bis 1815 gehörte das Gebiet von Les Agettes zum Bezirk Hérémence. Nach einem Zusammenschluss mit der Gemeinde Vex wurde Les Agettes im Jahr 1814 eine unabhängige Gemeinde. Im Jahr 1965 wurde die Gemeinde zu einer Pfarrei erhoben.
Der 1. Sektor hat im 20. Jahrhundert zugunsten des 2. Sektor und später des 3. Sektors an Gewicht eingebüsst (1910 88 Prozent der Erwerbstätigen, 1941 75 Prozent, 1990 1,8 Prozent). Die touristische Entwicklung und die Nähe zu Sitten bewirkten eine Stabilisierung der Bevölkerung.
Am 1. Januar 2017 fusionierte Les Agettes mit der Gemeinde Sitten und wechselte somit vom Bezirk Hérens zum Bezirk Sitten.

## Bevölkerung
| Bevölkerungsentwicklung | Bevölkerungsentwicklung | Bevölkerungsentwicklung | Bevölkerungsentwicklung | Bevölkerungsentwicklung | Bevölkerungsentwicklung | Bevölkerungsentwicklung | Bevölkerungsentwicklung |
| ----------------------- | ----------------------- | ----------------------- | ----------------------- | ----------------------- | ----------------------- | ----------------------- | ----------------------- |
| Jahr                    | 1557 ca.                | 1798                    | 1900                    | 1950                    | 1970                    | 2000                    | 2015                    |
| Einwohner               | 50                      | 143                     | 278                     | 239                     | 150                     | 270                     | 347                     |